# Keihanshin
Le Keihanshin (京阪神) est une région métropolitaine constituée de la conurbation des villes de Kyoto, Osaka et Kobe, les trois villes les plus peuplées de la région du Kansai. Elle couvre la majorité des zones les plus denses de cette région et comprend 19,34 millions d'habitants sur une superficie de 13 033 km2. Elle fait partie de la mégalopole japonaise.
Le produit intérieur brut de cette zone métropolitaine (précisément Osaka-Kobe) était estimé à 680 milliards de dollars en 2015, soit près de 15 % du produit intérieur brut du Japon, ce qui en fait l'une des régions les plus productives du monde. Selon MasterCard Worldwide, Osaka est classée 19e parmi les principales villes commerciales du monde et a un rôle déterminant dans l'économie mondiale,.

## Étymologie
Keihanshin est la concaténation en lecture on'yomi des trois kanjis 京, 阪 et 神, chacun faisant référence à une des trois villes :
- Kyōto, qui s'écrit 京都
- Ōsaka, qui s'écrit 大阪
- Kōbe, qui s'écrit 神戸